# Parque nacional de Langtang
El parque nacional de Langtang es el cuarto parque nacional de Nepal y fue establecido en 1976 como el primer parque nacional del Himalaya. El área protegida sobrepasa un rango altitudinal de 6450 m (21 161,4 pies) y cubre un área de 1710 km² (660,2 millas cuadradas) en los distritos de Nuwakot, Rasuwa y Sindhupalchok de la región central del Himalaya, abarcando 26 comités de desarrollo comunitario. Está vinculado con la reserva natural nacional de Qomolangma en el Tíbet. El lago Gosaikunda se encuentra dentro del parque. El lago Gosaikunda a 4300 metros (14 107,6 pies) y la cordillera Dorje Lhakpa a 6988 m (22 926,5 pies) dividen el parque de noroeste a sureste. El pico Langtang Lirung 7245 m es el punto más alto del parque.
La frontera norte y este del parque nacional coincide con la frontera internacional con el Tíbet. El límite occidental sigue los ríos Bhote Kosi y Trishuli. La frontera sur se encuentra a 32 km (19,9 millas) al norte del valle de Katmandú.
Esta área protegida representa tanto las ecozonas indomalayas como las paleárticas.

## Historia
En 1970, la aprobación real designó el establecimiento del parque nacional Langtang como la primera área protegida del Himalaya. El parque nacional fue declarado en 1976 y ampliado con una zona de amortiguamiento de 420 km² (162,2 millas cuadradas) en 1998. Con base en las Guías de Administración de Zonas de Protección, la conservación de bosques, vida silvestre y recursos culturales recibió la máxima prioridad, seguida por la conservación de otros recursos naturales y el desarrollo de energía alternativa.

## Clima
El clima del parque está dominado por el monzón de verano del sudoeste. Las temperaturas varían mucho debido a la gran diferencia de altitud en toda la zona. La mayor parte de las precipitaciones anuales se producen de junio a septiembre. De octubre a noviembre y de abril a mayo, los días son cálidos y soleados y las noches frescas. En primavera, la lluvia a tres mil de altitud suele convertirse en nieve a mayor altura. En invierno, de diciembre a marzo, los días son claros y templados, pero las noches casi heladas.

## Vegetación
El parque nacional de Langtang posee una gran diversidad de 14 tipos de vegetación en 18 tipos de ecosistemas, desde bosques tropicales elevados por debajo de los mil metros de altitud hasta matorrales alpinos y hielos perennes.

## Galería
|                                             |
| Amanecer en el parque nacional de Langtang. |

|                                                      |
| Un montañista disfrutando de la belleza de Langtang. |

|                                        |
| Lago Gosaikunda congelado en invierno. |